# Resolució 690 del Consell de Seguretat de les Nacions Unides
La Resolució 690 del Consell de Seguretat de les Nacions Unides, va ser aprovada per unanimitat el 29 d'abril de 1991, després de recordar les resolucions 621 (1988) i 658 (1990) i prenent nota d'un informe del Secretari general sobre la situació al Sàhara occidental, el Consell va aprovar l'informe i va decidir crear la Missió de Nacions Unides pel Referèndum al Sàhara Occidental (MINURSO) d'acord amb les recomanacions del secretari general. La missió consistia en aplicar la Pla de Regularització per a un referèndum d'autodeterminació per al poble del Sàhara Occidental.
El consell va fer una crida al Marroc i al Polisario a cooperar amb el secretari general i amb la Missió, expressant el seu ple suport a ell i a l'Organització d'Unitat Africana pels seus esforços. També va dedicir que el període transitori començaria no més tard de sis setmanes després que l'Assemblea General aprovés el pressupost de la MINURSO. Al maig de 1991, l'Assemblea General va aprovar el pressupost.
Un alto el foc va entrar en vigor el 6 de setembre de 1991 i la MINURSO va començar a desplegar-se.